# Lucía Etxebarria

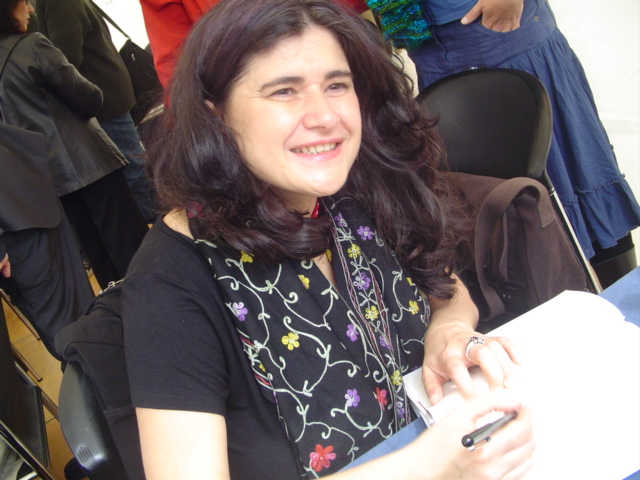
Lucía Etxebarria in 2005

Lucía Etxebarria de Asteinza (Valencia, 7 december 1966) is een Spaanse schrijfster van gedichten, romans en toneelstukken.
Haar familie komt uit Baskenland (Bermeo) en zij schreef de biografie van Courtney Love, Aguanta Esto (1996).
Dankzij Ana María Matute publiceerde zij Beatriz y los cuerpos celestes.

## Prijs
- 1998 Premio Nadal, Beatriz y los cuerpos celestes.
- 2001 Premio Primavera, De todo lo visible y lo invisible
- 2004 Premio Planeta, Un milagro en equilibrio

## Het werk van Etxebarria

### Roman
- Amor, curiosidad, prozac y dudas (1997).
- Beatriz y los cuerpos celestes (1998).
- Nosotras que no somos como las demás (1999).
- De todo lo visible y lo invisible (2001).
- Una historia de amor como otra cualquiera (2003).
- Un milagro en equilibrio (2004).
- Cosmofobia (2007)
- Lo verdadero es un momento de lo falso (2010)

### Poëzie
- Estación de infierno (2001).
- Actos de amor y placer (2004).

### Essay
- La historia de Kurt y Courtney: aguanta esto (1996).
- La Eva futura. La letra futura (2000).
- En brazos de la mujer fetiche (2002), met Sonia Núñez Puente.
- Courtney y yo (2004).
- Ya no sufro por amor (2005).
- El club de las malas madres (2009), met Goyo Bustos

### Script
- Sobreviviré (1999).
- Amor, curiosidad, prozac y dudas (2001).
- La mujer de mi vida (2001).
- I love you baby (2001).

### Ander
- La vida por delante: voces desde y hacia Palestina (2005).